# Æthelwold dell'Anglia orientale
Æthelwold (... – 664) fu re dell'Anglia orientale dal 654 circa fino alla morte.
Era probabilmente il quarto figlio di Eni, fratello di Rædwald. Il suo regno coprì l'ultimo decennio in cui coesistettero in Inghilterra il rito cristiano romano e quello celtico, il primo con centro a Canterbury nel Kent ed il secondo a Lindisfarne in Northumbria, dove era vescovo Finan, il successore di Aidan.

## 654: Egemonia di Northumbria e Mercia
A seguito della Battaglia di Winwaed (presso Leeds, Yorkshire), 655, nella quale il fratello di Æthelwold, re Æthelhere dell'Anglia orientale fu ucciso combattendo a fianco di re Penda di Mercia, si creò una nuova situazione politica. Peada di Mercia, figlio di Penda, aveva governato la provincia di Mercia detta Middle Angles, proponendosi come re cristiano durante la vita di suo padre, ed ora divenne Re di Mercia. Ma sua moglie Alhflæd, figlia del Re Oswiu di Northumbria, lo avvelenò il giorno di Pasqua del 656 e le aspirazioni di dominio della Mercia subirono un arresto. Il figlio di Oswiu, Alhfrith, un vice-re in Northumbria, era sposato con Cyneburga, una sorella di Peada. A questo punto, l'autorità di Oswiu rimase superiore in Mercia. Il suo recente matrimonio con Eanfled (figlia di Edwin di Northumbria e Æthelburga) fornì un importante connessione con la casata reale del Kent.
A quel tempo una violenta pestilenza dilagò in Europa ed Inghilterra. Tra le sue vittime vi furono il vescovo Cedd, l'arcivescovo Deusdedit di Canterbury e Re Eorconbert di Kent. Anche Æthelwold dell'Anglia orientale morì nel 664.